# Polityka żywnościowa
Polityka żywnościowa – jest pojęciem szerszym od polityki rolnej, definiowanej jako praktyka społeczno-gospodarcza władz politycznych i państwowych w odniesieniu do wsi i rolnictwa.
Pojęcie polityki żywnościowej obejmuje i pasuje:
- wytwórczość rolniczą
- produkcję przemysłu rolno-spożywczego
- produkcję gałęzi przemysłu, produkującego środki produkcji dla rolnictwa oraz przemysłu spożywczego
- wkład handlu w wartość produktów żywnościowych
- produkcję innych działów i gałęzi gospodarki proporcjonalną do przepływów dóbr materialnych i usług do rolnictwa oraz przemysłu spożywczego.

Polityka żywnościowa jest oddziaływaniem na rozwój sfery gospodarczej zajmująca się bezpośrednio lub pośrednio gospodarką żywnościową.
Celem polityki żywnościowej jest osiąganie rozmiarów, struktury i standardów produkcji żywności społecznie akceptowanych. Jej celem jest także wzrost globalnej jak i cząstkowej efektywności gospodarowania czynnikami produkcji.

## Funkcje polityki żywnościowej
- ocena warunków społeczno-gospodarczych funkcjonowania gospodarki żywnościowej
- rozpoznanie barier czynników hamujących i zagrożeń
- projektowanie polityki żywnościowej państwa jako integralnego fragmentu strategii rozwoju gospodarczej
- projektowanie struktury przestrzennej gospodarki żywnościowej
- kształtowanie formalnoprawnych warunków
- rozwój gospodarki żywnościowej
- gromadzenie państwowych rezerw żywnościowych
- podejmowanie działań interwencyjnych wynikających z sytuacji na rynku
- podejmowanie decyzji o zakazie produkcji uciążliwej dla środowiska

## Instrumenty polityki żywnościowej
- Formalnoprawne:
  - stosunki cywilnoprawne
  - ochrona ziemi i zasady zmiany charakteru jej użytkowania
  - normy środowiska
  - normy jakościowe produktów
  - ubezpieczenia materiałowe
  - normy budowlane
  - zobowiązania finansowe producentów
  - ubezpieczenia materialne
  - renty i emerytury
- ekonomiczne:
  - ingerencja w poziom cen
  - cła, dotacje
  - kredyty
  - podatki – podatek gruntowy, podatek dochodowy w rolnictwie, podatek od dochodów indywidualnych, podatek od wartości dodanej

Ich wspólną cechą jest to, że mogą powodować wzrost produkcji, utrzymywać ją na stałym poziomie lub doprowadzić do jej spadku. Instrumenty te mogą wywoływać skutki wzajemnie się wykluczające, gdy sposób ich użycia jest niespójny i wewnętrznie nieskoordynowany.
- bezpośrednie działanie gospodarcze
  - prowadzenie i finansowanie działalności badawczo-naukowej
  - inwestycje restrukturyzacyjne, związane z konfliktem ekologicznym, z rozwojem obrotu i przetwórstwa rolniczego
  - gromadzenie rezerw żywności i skup interwencyjny nadwyżek
  - polityka współpracy z zagranicą, występując jako podmiot kontraktów międzynarodowych

Instrumenty rynkowe:
- oddziałujące na podaż produktów żywnościowych:
  - skup nadwyżek rolnych
  - ustalanie kwot rynkowych dla producentów
  - ograniczanie areału upraw przez premiowanie rolników za rezygnację z uprawiania części ziemi
  - regulowanie terminów skupu
  - ustalanie norm jakościowych produktów dopuszczanych do obrotu
  - wspieranie technologii zmieniających przeznaczenie surowców rolnych
  - udzielanie pożyczek pokrywających koszty przetrzymywania produktów u rolnika
  - zamawianie u rolnika produkcji o określonej ilości, jakości i terminie dostawy
  - regulowanie importu za pomocą ceł
- oddziałujące na popyt produktów żywnościowych:
  - subsydiowanie eksportu żywności w razie nadprodukcji
  - kontyngentowanie wywozu w razie obaw o zaspokojenie popytu wewnętrznego
  - regulowanie eksportu za pomocą ceł
  - dofinansowanie konsumpcji żywności grup najuboższych
- instrumenty związane z cenami produktów żywnościowych
  - stosowanie cen gwarantowanych przez władzę
  - różnicowanie cen skupu dla różnych dostaw, aby uzyskać pożądaną strukturę
  - stosowanie cen kierunkowych

Instrumenty pozarynkowe:
- subsydia bezpośrednie dla rolników, wyrównujące różnicę między cenami gwarantowanymi a niższymi cenami rynkowymi
- subsydia pośrednie, będące dopłatami do cen środków produkcji
- dostosowanie warunków kredytowania rolników